# 固瑪利巴
固瑪利巴(梵文：Kumbharipa)，印度大乘密宗人士，八十四成就者之一。

## 簡介
固瑪利巴是鷲瑪納斯利國的陶工，靠製作瓶子維生，每天工作無片刻之暇，使他意氣消沈。一天，有瑜珈士來向固瑪利巴乞食，固瑪利巴為瑜珈士獻上食物，並說明他的情況，瑜珈士揭示萬事皆苦之理，於是陶工向瑜珈士求法。
經由瑜珈士的教導，陶工禪修六個月之後證得成就。而當他禪修時，製陶的輪子就會自動旋轉，陶器也會自動塑成他所想要的樣子。於是上師固瑪利巴的名號就此傳開。固瑪利巴把自己的體悟傳授於世之後，就即身進入空行淨土。